# Panzergruppe Kleist
De Duitse Panzergruppe Kleist was een Duits eenheid van de Wehrmacht tijdens de Tweede Wereldoorlog, genoemd naar de bevelhebber Ewald von Kleist. De Panzergruppe kwam alleen in actie in de veldtocht in het westen in 1940.

## Krijgsgeschiedenis

### Oprichting
Panzergruppe Kleist werd opgericht op 5 maart 1940 aan de Nederrijn door omdopen van het 22e Gemotoriseerde Korps.

### Opzet

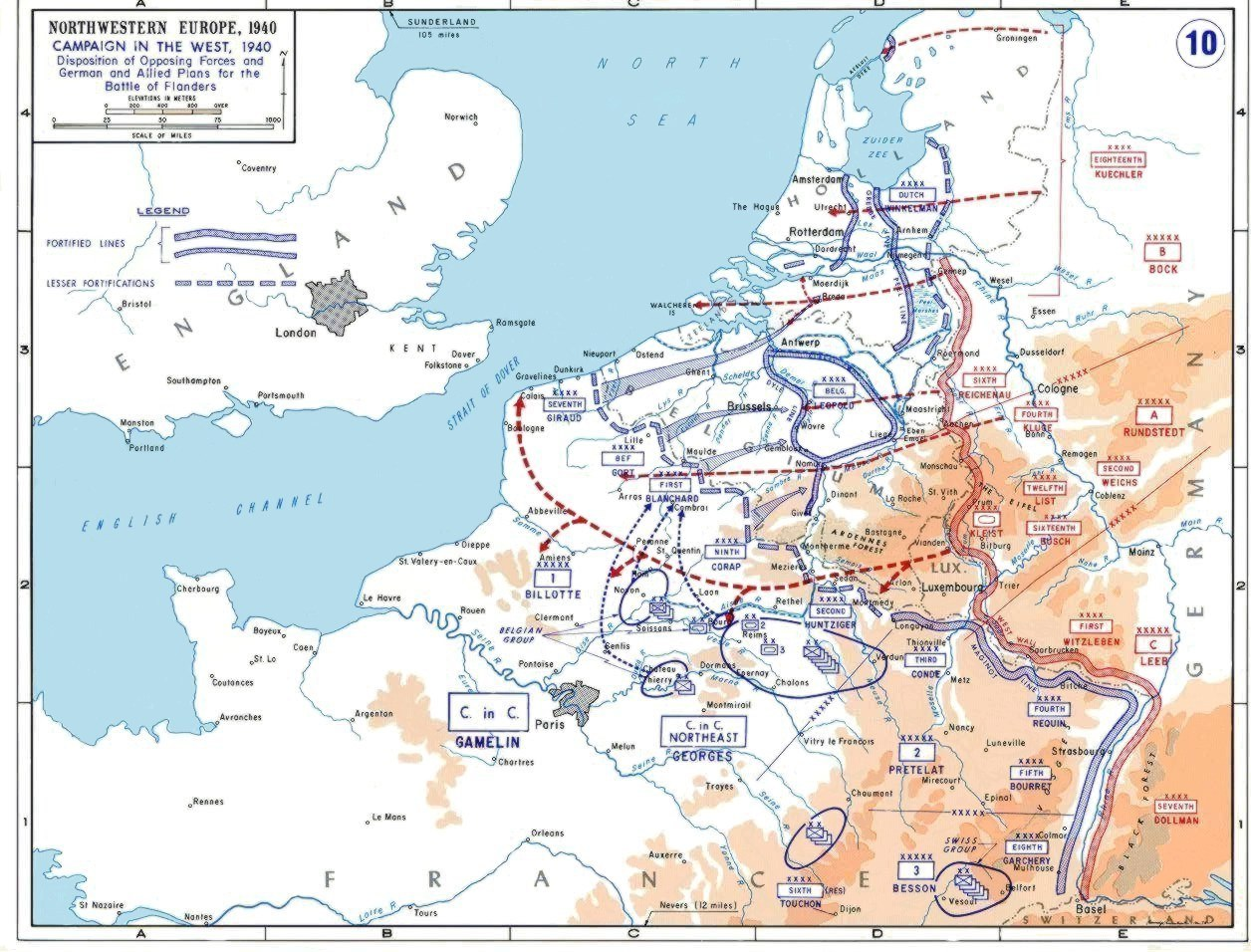
Fall Gelb plannen van beide zijden

Deze Panzergruppe was de eerste eenheid van de Wehrmacht die gepantserde en gemotoriseerd troepen in meerdere korpsen bundelde. En hiermee werd ook voor het eerst in de geschiedenis een tactisch-operatieve onafhankelijke pantsereenheid gevormd. Bevelhebber werd General der Kavallerie Ewald von Kleist en stafchef was Kolonel Kurt Zeitzler. De Panzergruppe beschikte over vijf pantserdivisies en 3 gemotoriseerde divisies. Daarmee voerde de Panzergruppe het bevel over de helft van alle pantserdivisies van de Wehrmacht op dat moment. In totaal stonden 1264 tanks ter beschikking (van totaal 2683 in het westen ingezette Duitse tanks). De hoofdtaak van de Panzergruppe zou zijn de doorbraak door de Ardennen en de doorstoot naar Het Kanaal. Dit was het gewaagde plan van generaal Erich von Manstein, dat later de "Sichelschnitt" (Sikkelsnede) werd genoemd.

### Samenstelling 10 mei 1940
Voor de aanval vanaf 10 mei 1940 had de Panzergruppe de volgende samenstelling:
- 41e Gemotoriseerde Korps - Generalleutnant Georg-Hans Reinhardt
  - 6e Pantserdivisie - Generalmajor Werner Kempf
  - 8e Pantserdivisie - Generalleutnant Adolf-Friedrich Kuntzen
  - 2e Gemotoriseerde Divisie - Generalleutnant Paul Bader
- 19e Gemotoriseerde Korps – General der Pantsertruppe Heinz Guderian
  - 1e Pantserdivisie - Generalleutnant Friedrich Kirchner
  - 2e Pantserdivisie - Generalleutnant Rudolf Veiel
  - 10e Pantserdivisie - Generalleutnant Ferdinand Schaal
  - Infanterieregiment (mot.) Großdeutschland - Oberst Wilhelm-Hunert von Stockhausen
- 14e Gemotoriseerde Korps – General der Infanterie Gustav Anton von Wietersheim
  - 13e Gemotoriseerde Divisie - Generalmajor Friedrich-Wilhelm von Rothkirch und Panthen
  - 29e Gemotoriseerde Divisie - Generalmajor Willibald Freiherr von Langermann und Erlencamp

Totaal beschikte de Panzergruppe over 134.370 manschappen, 1264 tanks, 362 pantserwagens en 39.528 andere motorvoertuigen.

### Fall Gelb
De troepen van de Panzergruppe kregen in de uren voor de aanval het volgende “Tagesbefehl” van generaal Von Kleist voorgelezen:

Die Gruppe von Kleist hat einen schweren aber schönen Auftrag. Der Eigenart der Waffe entsprechend soll sie der Infanteriekorps weit voraus de Maas-Übergang erzwingen. Das kann nur gelingen, wenn jeder – Führer und Mann – aus sich und dem Gerät herausholt, was herauszuholen ist. Diesseits der Maas gibt es keine Ruhe und Rast . . . 

De Groep von Kleist heeft een zware maar mooie opdracht. Naar de aard van dit wapen, moet het ver vóór de infanteriekorpsen de Maas-overgangen afdwingen. Dat kan alleen maar lukken als iedereen – leider en soldaat – uit zichzelf en de uitrusting alles halen wat eruit te halen is. Aan deze kant van de Maas bestaat er geen rust of pauze . . . 

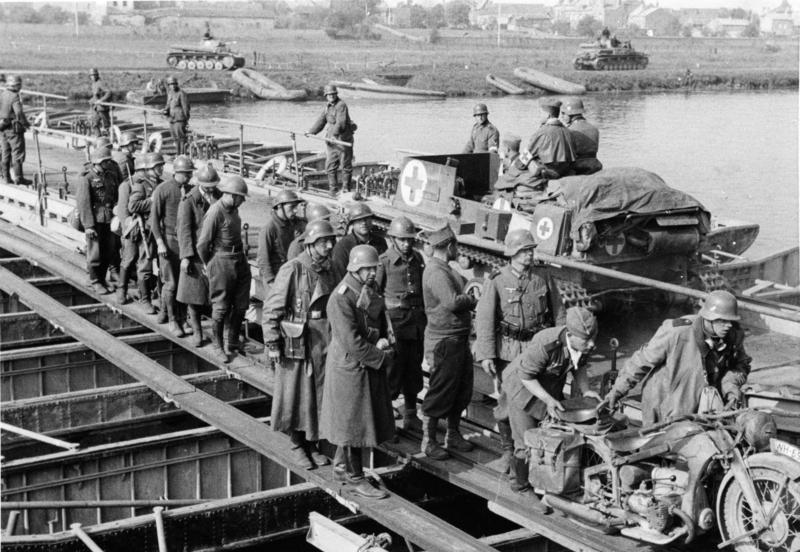
Pontonbrug over de Maas bij Sedan, 14 mei 1940

Vanaf 05:35 in de ochtend van 10 mei 1940 rukten de 19e en 41e Gemotoriseerde Korpsen op door de Ardennen, met het 14e Gemotoriseerde Korps daarachter volgend. Het 19e Gemotoriseerde Korps rukte op richting Sedan en het 41e Gemotoriseerde Korps richting Monthermé. De Maas werd in de middag van 12 mei bereikt en de volgende dag volgden overgangen bij Sedan en al in de volgende dagen de uitbraak. Bij Monthermé lukt de overgang pas op 15 mei. Maar daarna was de Panzergruppe los en raasde in volle vaart naar Het Kanaal. Op 20 mei om 20:00 bereikten de verkenningseenheden van de 2e Pantserdivisie Het Kanaal bij Noyelles-sur-Mer, net voorbij Abbeville. De “Sichelschnitt” was gelukt en de geallieerde troepen waren in tweeën gesplitst. Vervolgens speelde de Panzergruppe nog een belangrijke rol in de Slag om Duinkerke.
Daarna volgde een korte rustpauze en hergroepering voor fase twee van de veldtocht, de eigenlijke slag om Frankrijk, Fall Rot.

### Samenstelling 5 juni 1940
Voor de aanval vanaf 5 juni 1940 had de Panzergruppe de volgende samenstelling:
- 14e Gemotoriseerde Korps - Generaal der Infanterie Gustav Anton von Wietersheim
  - 9e Pantserdivisie - Generalleutnant Alfred Ritter von Hubicki
  - 10e Pantserdivisie - Generalleutnant Ferdinand Schaal
  - 13e Gemotoriseerde Divisie - Generalmajor Friedrich-Wilhelm von Rothkirch und Panthen
  - 9e Infanteriedivisie - Generalleutnant Georg von Apell
  - Infanterieregiment (mot.) Großdeutschland - Oberst Wilhelm-Hunert von Stockhausen
- 16e Gemotoriseerde Korps – General der Kavallerie Erich Hoepner
  - 3e Pantserdivisie - Generalleutnant Horst Stumpff
  - 4e Pantserdivisie - Generalleutnant Johann Joachim Stever
  - 4e Infanteriedivisie - Generalleutnant Erik Hansen
  - 33e Infanteriedivisie - Generalleutnant Rudolf Sintzenich
  - SS-Verfügungs-Division – SS-Oberstgruppenführer Paul Hausser
  - Leibstandarte SS Adolf Hitler - SS-Obergruppenführer Josef Dietrich

### Fall Rot

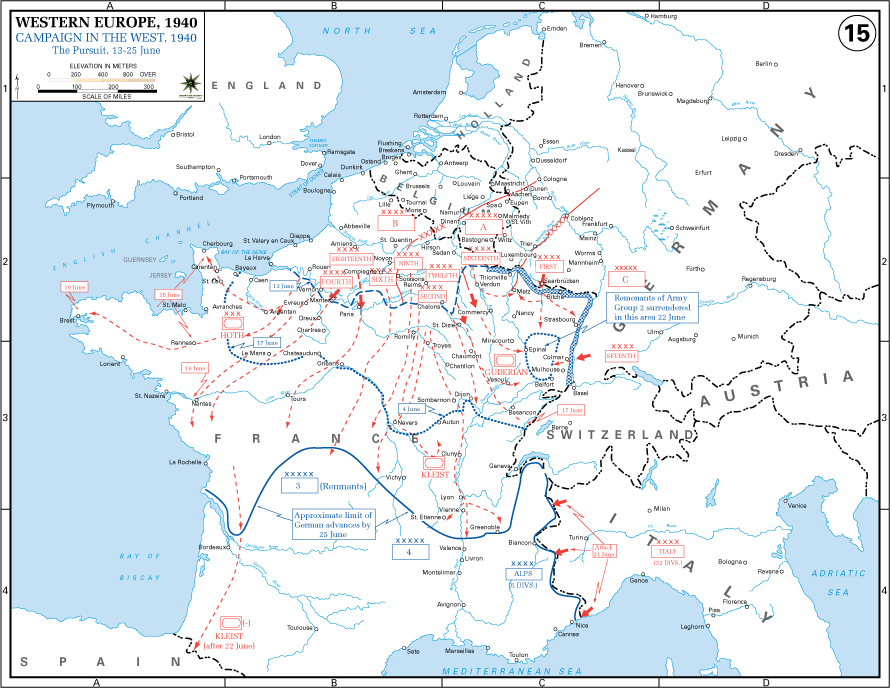
Fall Rot tweede fase

Bij de start van de tweede fase van de veldtocht op 5 juni 1940 was de Panzergruppe niet meer zelfstandig, maar opereerde onder bevel van het 6e Leger. De opdracht was nu om vanuit de stellingen en bruggenhoofden aan de Somme door de Weygand-linie te breken en vrijheid richting het zuiden te winnen. Dit lukte binnen enkele dagen, maar wel onder zware verliezen. Op 8 juni kregen de beide korpsen bevel te stoppen, zich door infanteriekorpsen af te laten lossen en een korte pauze te nemen. Het was de bedoeling de Panzergruppe naar Heeresgruppe A te verplaatsten en daar naast Panzergruppe Guderian uit te breken. Op 12 juni trok het 16e Gemotoriseerde Korps, met de 3e en 4e Pantserdivisies zij aan zij voorop over de Marne bij Château-Thierry en brak daarna geheel los richting het zuidoosten. Het ging over de Seine, westelijk langs Troyes en op 18 juni werden Dijon en Beaune bereikt. Het 14e Gemotoriseerde Korps trok op 14 juni over de Marne en ging ook op weg naar de Seine, die al de volgende dag bij Nogent-sur-Seine bereikt werd, waarna Nevers het volgende doel werd. Hier werd op 18 juni de Loire overgestoken. Vanaf daar ging het, wijd uitgespreid, naar het zuidoosten.
Vervolgens werd de Panzergruppe op 20 juni terug naar Heeresgruppe B gehaald, om Hitlers bevel “een smalle kuststrook langs de Atlantische Kust tot de Spaanse grens in bezit te nemen”. Hiervoor trok de Panzergruppe het 14e Gemotoriseerde Korps terug richting Orléans en kreeg ook het 15e Gemotoriseerde Korps, dat zich op dat moment in Bretagne bevond, onder bevel. Met deze twee korpsen ging de opmars richting Spaanse grens van start. Tot na de wapenstilstand, op 25 juni, bereikte het 14e Gemotoriseerde Korps het gebied rond Angoulême en het 15e Gemotoriseerde Korps de lijn Royan – Saintes. Daarmee eindigde de Franse veldtocht.
Na afloop van deze veldtocht, op 12 juli 1940, werd de originele naam 22e Gemotoriseerde Korps weer aangenomen.

## Bovenliggende bevelslagen
| Leger              | Legergroep     | Plaats/regio                      | Begin        | Eind         |
| ------------------ | -------------- | --------------------------------- | ------------ | ------------ |
| direct onder bevel | Heeresgruppe A | Ardennen, België, Noord-Frankrijk | 5 maart 1940 | 1 juni 1940  |
| 6. Armee           | Heeresgruppe B | Noord-Frankrijk                   | 2 juni 1940  | 13 juni 1940 |
| 12. Armee          | Heeresgruppe A | Midden-Frankrijk                  | 14 juni 1940 | 12 juli 1940 |

## Commandant
| Rang                   | Naam             | Begin        | Eind         |
| ---------------------- | ---------------- | ------------ | ------------ |
| General der Kavallerie | Ewald von Kleist | 5 maart 1940 | 12 juli 1940 |